# Paradicranophorus wesenberglundi
Paradicranophorus wesenberglundi är en hjuldjursart som beskrevs av Sørensen 200. Paradicranophorus wesenberglundi ingår i släktet Paradicranophorus och familjen Dicranophoridae. Inga underarter finns listade i Catalogue of Life.